# Rutland Boughton
Rutland Boughton (Aylesbury (Buckinghamshire), 23 januari 1878 – Londen, 25 januari 1960) was een Brits componist en dirigent. Zijn specialisme lag op het terrein van de opera, maar hij componeerde ook andere muziek.

## Biografie
Boughton was de zoon van een kruidenier William Boughton (1841-1905) in Aylesbury, Buckinghamshite. Als snel werd ontdekt dat hij aanleg had voor muziek, maar een opleiding daarin moest wachten vanwege gebrek aan financiële middelen. Vanaf 1892 werd hij leerling bij een Londens concertbureau, waar hij opviel bij diverse musici. Gelukkig voor hem zat daar de invloedrijke familie Rothschild tussen, die hem in de (financiële) gelegenheid gaf een jaar te studeren aan het Royal College of Music te Londen. Hij kreeg daar les van Charles Villiers Stanford en Walter Davies. Na een jaar was het geld van de beurs op en vertrok hij daar weer; dat werd mede veroorzaakt door het feit dat hij muziektheorie saai en vervelend vond. Hij componeerde toen al wat muziek en werd schnabbelaar in het Hayward Theater; later werd hij begeleider van de bariton David Ffrangon-Davies. In 1903 trouwde hij zijn vroegere buurmeisje Florence Hobley, hetgeen geen gelukkig huwelijk werd. In 1905 trok hij de aandacht van Sir Granville Bantock, die hem een stafmedewerker maakte van het Conservatorium in Birmingham, destijds nog het Birmingham Institute of Music.

### Tijd in Birmingham
Gedurende zijn tijd in Birmingham (1905-1911) kreeg Boughton een nieuw leven. In zijn hoedanigheid als staflid van het conservatorium werd jij gelauwerd als leraar en koordirigent. Daarnaast werd hij geraakt door het socialisme a la William Morris , met name door de literaire stroming van die tijden en door George Bernard Shaw in het bijzonder. Met die laatste ontstond een hechte vriendschap. De vriendschap ontstond eigenlijk uit een kleine ruzie. Shaw wilde Boughton niet betrekken bij een opera; Boughton hield aan en na verloop van tijd bleken de overeenkomsten groter dan de verschillen. Gedurende deze tijd kwam hij in aanraking met de kunststudente Christina Walshe, die later nog een grote rol ging spelen in zijn leven. Tegelijkertijd viel Boughton min of meer van zijn geloof, wat vaker voorkomt bij socialisten. 
Boughton ontwikkelde zichzelf steeds verder op het gebied van muziek en ontdekte na een aantal jaren de muziek en met name opera’s van Richard Wagner. Boughton wilde een soort Bayreuth in Engeland en begon net als Wagner aan een operacyclus, die uiteindelijk 5 delen zou bevatten en waar hij tot 1945 aan zou werken.. Deze moest natuurlijk gaan over Engeland en hij kwam met een serie opera’s gewijd aan Koning Arthur, mede geïnspireerd door een gedicht van de dichter Reginald Buckley. De ideale plek voor uitvoeringen daarvan was natuurlijk Covent Garden, maar dat bleek uiteindelijk niet geschikt, vanwege het toenmalige elitaire publiek, dat niet gecharmeerd was van nieuwe muziek. Na diverse omzwervingen kwamen Boughton en Buckley uit in Glastonbury, alwaar naar men aanneemt Koning Arthur begraven is. Zijn eerste opera uit de cyclus The Birth of Arthur had de wind mee, in die tijd ontstond net een interesse in nieuwe muziek; het Bournemouth Symphony Orchestra onder leiding van Sir Dan Godfrey verzorgde de première, later ook van zijn 2e symfonie en The Queen of Cornwall.

### Glastonbury
In 1911 verliet Boughton het Conservatorium in Birmingham en verhuisde naar Glastonbury, samen met Buckley en Walshe en richtte aldaar een jaarlijkse zomercursus muziek. Het eerste werk dat werd uitgevoerd was weliswaar geen opera maar een werk voor koor The Immortal Hour. Om de uitvoering rond te krijgen werden kopstukken uit de muziekwereld als Bantock, Thomas Beecham, Gustav Holst, Ethel Smyth en ook Shaw ingeschakeld. Ook Edward Elgar werd er bij betrokken. Echter toen de eerste uitvoering moest plaatsvinden brak de Eerste Wereldoorlog uit en alles verdween in de ijskast. Boughton bleef echter met zijn operahuis bezig en verzorgde een uitvoering met alleen pianobegeleiding in de plaatselijk concert- annex toneelzaal (26 augustus 1914). Uiteindelijk werd deze zaal de vaste plaats voor de jaarlijkse uitvoeringen met zelfs een min of meer vast orkest: Boughton’s Festival Players. Zij gaven tot 1926 meer dan 350 uitvoeringen van opera’s en andere werken voor toneel met muziek, maar ook andere muzieksoorten kwamen aan bod.
Inmiddels had Boughton zijn The Immortal Hour uitgewerkt tot een volledige opera. Deze bleek niet alleen succesvol in Glastonbury, maar werd al snel ook elders uitgevoerd. Het zou een van de populairste opera’s in Groot-Brittannië worden, met meer dan 600 uitvoeringen tot nu toe. Een van de zangers was Gwen Ffrangcon-Davies, de dochter van de zanger die hij eerder begeleidde. Zijn populariteit oversteeg tijdelijk die van Holst, Ralph Vaughan Williams en kwam op het niveau van Elgar.  Ook ander opera’s van Boughton werden goed ontvangen: Bethlehem, Alkestis (1922) en The Queen of Cornwall werden ook elders uitgevoerd.
Wat eens een sterk punt van het festival in Glastonbury was, werd ook zijn ondergang. Boughton raakte betrokken bij de algemene mijnstaking in 1926. Hij wilde een uitvoering verzorgen van zijn opera Bethlehem, waarin Christus werd gecast als in een mijnwerkerswoninkje geboren arme sloeber en Herodus als op-en-top kapitalist. Dit was te choquerend voor de plaatselijke bevolking en hiermee verdween de steun die hij altijd had gehad; het leidde tot het faillissement van het Festival. 

### Na Glastonbury
Na dit debacle verhuisde Boughton in 1927 naar Kilcot bij Newent in Herefordshire, alwaar hij tot zijn dood verbleef. Hij completeerde zijn Arthur-operacyclus met Avalon en Galahad en vele ander werken, maar hij was uit de gratie geraakt door zijn verregaande socialistische en communistische ideeën. In 1935 heeft hij nog een ijdele poging gedaan zijn Glastonbury Festival opnieuw op te zetten.

Pas in de jaren 80 van de 20e eeuw kwam er weer waardering voor zijn opera’s en muziek. Er was toen door de komst van de cd een ware revival van interesse van Britse muziek in het Verenigd Koninkrijk.
In 1960 stierf Boughton thuis bij zijn dochter Joy, een bekend hoboïste in die tijd.

## The Rutland Boughton Music Trust
In het herdenkingsjaar 1978 (100e geboortedag van de componist) steeg de belangstelling voor zijn muziek weer en men richtte deze stichting op; voor eerherstel van de componist en ter promotie van zijn werken. De stichting heeft ook opnamen bevorderd, zodat heden ten dage enkele tot nu toe onbekende werken toch werden opgenomen.   

## Oeuvre (selectief)

### Opera
- The Immortal Hour, muziekdrama in 2 akten (Glastonbury, 1914)
- Fiona Macleod (Glastonbury, 1914)
- Bethlehem, muziekdrama in 2 akten (1915)
- The Round Table, opera in 3 akten (Arthurcyclus) (Glastonbury, 1916)
- The Birth of Arthur, opera in 2 akten (Arthurcyclus) (Glastonbury, 1920)
- Alkestis, muziekdrama in 2 akten (Glastonbury, 1922)
- The Queen of Cornwall, muziekdrama in 2 akten (Glastonbury, 1924)
- The Lily Maid, opera in 3 akten (Stroud, 1934)
- The Ever Young, muziekdrama (Bath, 1935)
- Avalon (Arthurcyclus) (nog niet uitgevoerd)
- Galahad (1944) (nog niet uitgevoerd)

### Ballet
- Choral dances;
- Snow White;
- The Moon Maiden;

### Drama
- Agincourt (naar Henry V van Shakespeare);
- The skeleton in Armour;
- The invincible Armada (naar Schiller)
- Midnight op tekst van Edward Carpenter
- Song of Liberty

### Divers
- The City; een motet;
- Four Festival Choruses

### Instrumentaal
- A summer night
- Symfonie nr. 1, "Oliver Cromwell"
- Symfonie nr. 2, "Deirdre"
- Symfonie nr. 3
- Hoboconcert nr. 1 (voor zijn dochter)
- Hobokwartet nr. 1 (idem)
- Strijkkwartet in A
- Strijkkwartet in G
- Fluitconcert
- Hoboconcert nr.1
- String Concerto
- Trompetconcert

### Liederen
- Songs of Womanhood
- Five Celtic Love Songs
- en andere liederen